# Peter Niemeyer
Peter Niemeyer (* 22. November 1983 in Hörstel-Riesenbeck) ist ein deutscher Sportfunktionär und ehemaliger Fußballspieler. Er spielte bevorzugt im defensiven Mittelfeld, konnte jedoch auch in der Abwehr eingesetzt werden. Seit Juni 2024 ist er Sportdirektor bei Werder Bremen, nachdem er zuvor diese Rolle bei Preußen Münster innehielt und in der Saison 2019/20 als Co-Trainer und Jugendkoordinator beim FC Twente Enschede gearbeitet hatte.

## Karriere als Spieler

### Verein
Peter Niemeyer fing 1987 bei seinem Jugendverein SV Teuto Riesenbeck mit dem Fußballspielen an und ging 1996 zu Borussia Emsdetten.
Im Juli 1999 wechselte Niemeyer zum niederländischen Fußballverein FC Twente Enschede. Er gab sein Debüt in der Eredivisie im April 2003.
Niemeyer bestritt 106 Spiele für den FC Twente Enschede, bevor er im Januar 2007 in die 1. Bundesliga zum SV Werder Bremen wechselte. In der folgenden Saison kam er auf drei Einsätze. Sein erstes Bundesligator erzielte Niemeyer am 7. Spieltag der Saison 2007/08 gegen Arminia Bielefeld. Im Finale des UEFA-Cups am 20. Mai 2009, das Werder Bremen in Istanbul gegen Schachtar Donezk bestritt, stand Niemeyer in der Startformation. Die Ukrainer gewannen das Spiel nach Verlängerung mit 2:1. Wenige Tage später gewannen die Bremer den DFB-Pokal durch einen 1:0-Sieg über Bayer 04 Leverkusen. Niemeyer wurde in der 59. Minute für Frank Baumann eingewechselt.
Nach 32 Spielen für Werder Bremen in der 1. Bundesliga sowie fünf UEFA-Cup-Einsätzen, neun Spielen in der Europa League und einem Champions-League-Einsatz wechselte Niemeyer im August 2010 für ein Jahr auf Leihbasis zu Hertha BSC in die 2. Bundesliga. Die Berliner sicherten sich zudem eine Kaufoption, die durch den Wiederaufstieg der Hertha in die 1. Bundesliga automatisch in Kraft trat. Vor Fabian Lustenberger war Niemeyer bis 2013 Kapitän der Hertha-Mannschaft.
Im Sommer 2015 wechselte er zum Bundesliga-Aufsteiger SV Darmstadt 98. Am 7. August 2015 gab er beim 0:5-Auswärtssieg gegen den TuS Erndtebrück im DFB-Pokal sein Debüt für die Lilien. Er wurde Stammspieler und konnte so 31 Ligaspiele mit insgesamt zwei Toren absolvieren. In der Saison 2016/17 trug er vereinzelt die Kapitänsbinde, kam jedoch nur auf 15 Ligaeinsätze, da er den größten Teil der Rückrunde durch eine Achillessehnenreizung verpasste. Deshalb konnte er nur beim Abstieg zuschauen. Im Sommer 2018 lief sein Vertrag beim Zweitligisten aus. In seiner letzten Saison konnte er nur vier Spiele absolvieren, da er fast die gesamte Saison wegen einer Fersenverletzung fehlte. Nach seinem Vertragsende beendete er seine aktive Karriere.

### Nationalmannschaft
Niemeyer stand in sechs Spielen für die deutsche U-21-Nationalmannschaft unter Trainer Dieter Eilts auf dem Platz. Im Sommer 2006 nahm er an der U-21-Europameisterschaft in Portugal teil.

## Karriere als Trainer und Funktionär
Von 2019 bis 2020 war Niemeyer Trainer der U21-Mannschaft des FC Twente Enschede. Gleichzeitig war er als Co-Trainer in der ersten Mannschaft unter Gonzalo García tätig und Leiter der Nachwuchsabteilung.
Im Juli 2020 unterschrieb er einen Vertrag bis 2023 als Sportdirektor bei Preußen Münster in der Fußball-Regionalliga West., den er 2022 bis 2025 verlängerte. Nach dem Wiederaufstieg in die 2. Fußball-Bundesliga verließ er Münster und kehrte als Sportdirektor zu Werder Bremen zurück.

## Erfolge

### Erfolge als Spieler
- DFB-Pokal 2008/09-Sieger (mit Werder Bremen)
- UEFA-Pokal 2008/09-Finalist (mit Werder Bremen)
- Zweitliga-Meister 2010/11 und 2012/13 (mit Hertha BSC)

### Erfolge als Sportdirektor
- Westfalenpokalsieger 2020/21
- Regionalliga-West-Meister 2022/23
- Aufstieg in die 2. Fußball-Bundesliga 2024